# Kara Yusuf

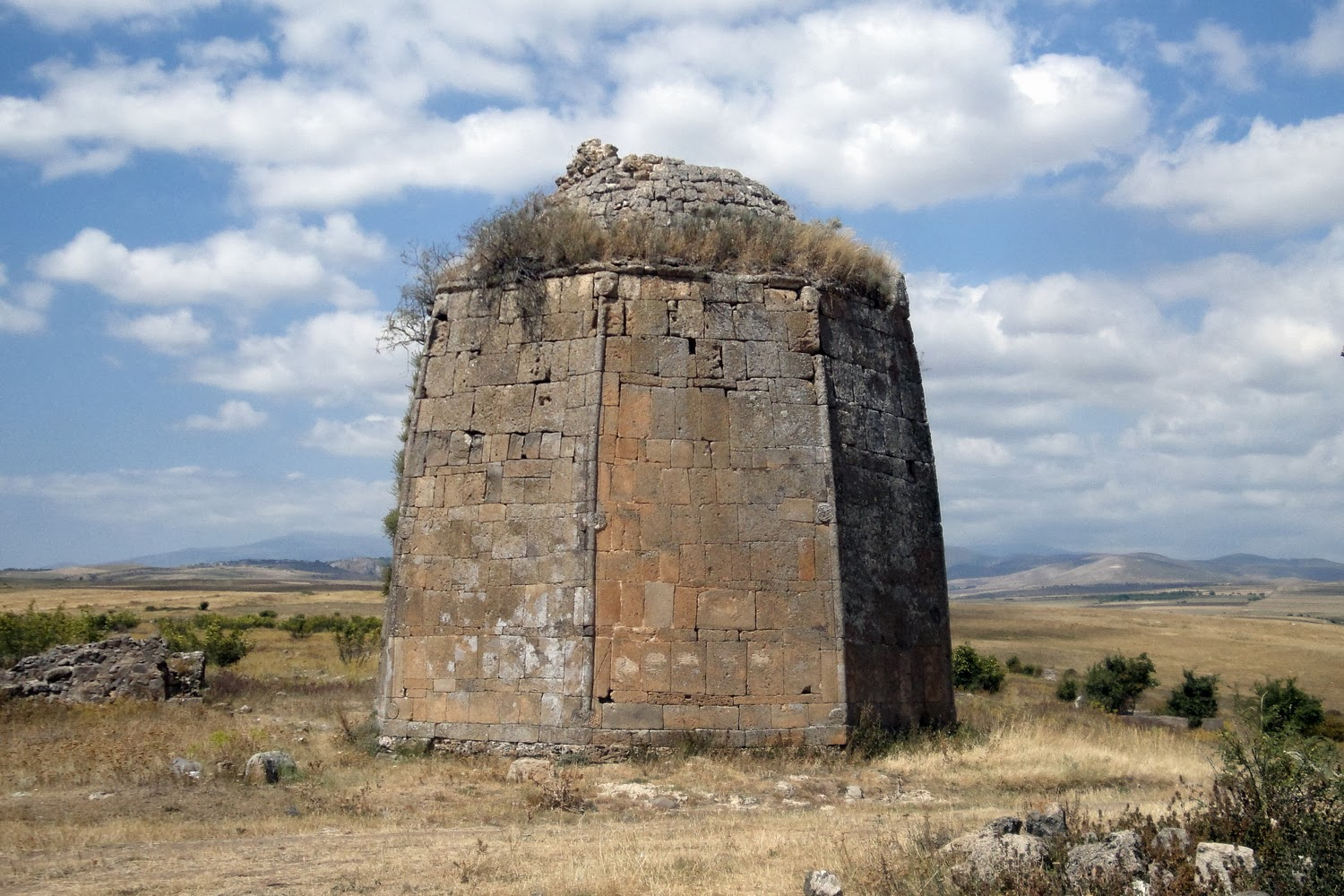
Mausoleum van Kara Yusuf

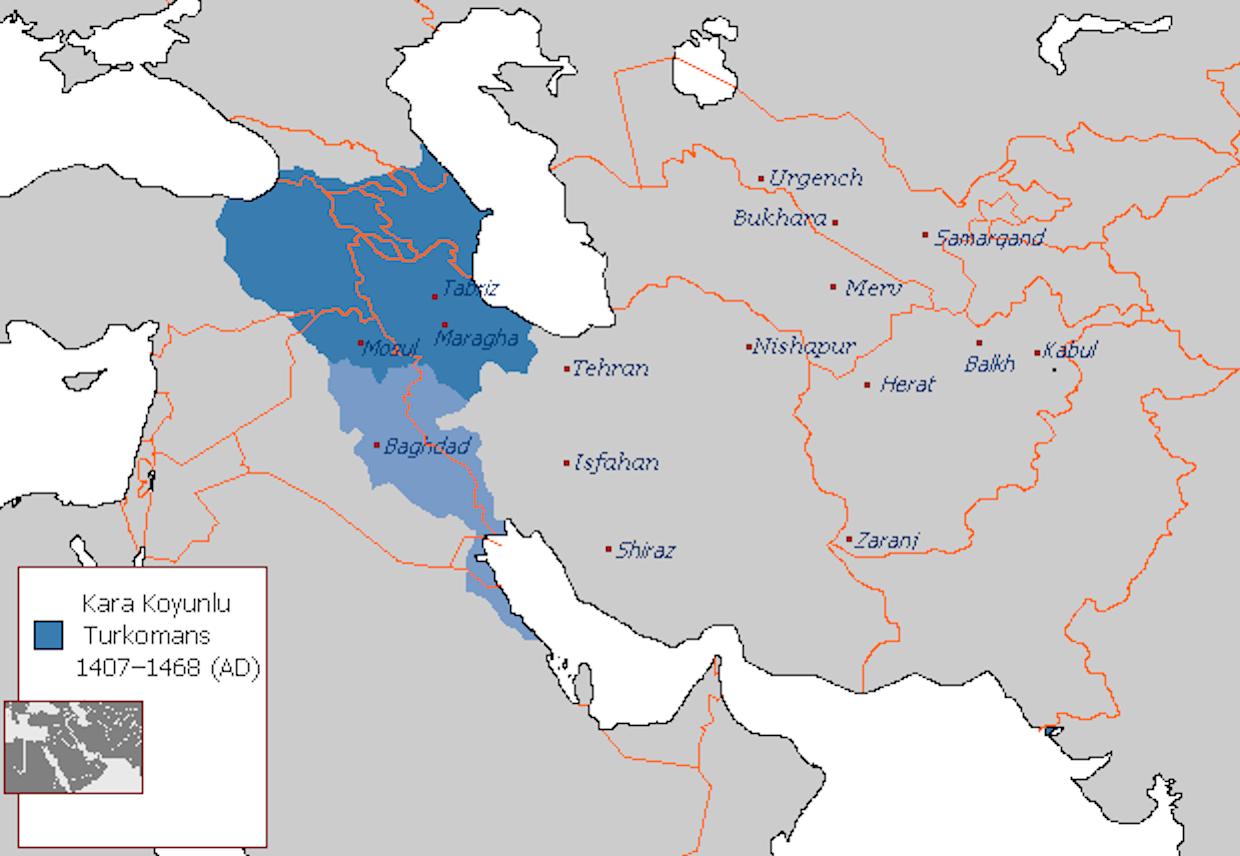
Rijk van Kara Yusuf

Kara Yusuf (ca.1356-1420) was kan van de Kara Koyunlu.

## Levensloop
In 1393 veroverde Timoer Lenk Bagdad. Kara Yusuf en zijn oom Ahmad Jalayir, sultan van de Jalayiriden, vluchtten eerst naar het Ottomaanse Rijk en daarna naar het Mammelukkensultanaat Caïro, daar werden ze door de sultan gevangengenomen. Na de dood van Timoer Lenk in 1405 werden ze vrijgelaten. Ahmad keerde terug naar Bagdad en Yusuf begon aan de verovering van de Kaukasus. In 1406 veroverde hij Tabriz en in 1407 vermoordde hij George VII van Georgië. Miran Shah, de zoon van Timoer probeerde het verloren gebied terug te winnen, maar sneuvelde in de slag bij Sardrud in 1408. In 1409 versloeg Yusuf de laatste heerser van de Artuqiden.
Met zijn gebiedsuitbreidingen kwam hij in conflict met zijn oom Ahmad Jalayir. Tijdens de slag bij Tabriz in 1410 werd Ahmad   gevangengenomen en later geëxecuteerd. In 1412 versloeg hij Ibrahim I van Shirvan, een vazal van Timoeriden, samen met Constantijn I van Georgië in de slag bij Chalagan. Tussen 1413 en 1418 beslechtte hij verschillende conflicten met zijn buren. In 1420 vatte hij het plan op, om samen met sultan Mehmet I van het Ottomaanse Rijk, een oorlog te beginnen tegen Shahrukh Mirza, zoon van Timoer.
Yusuf stierf op 17 november 1420, hij werd opgevolgd door zijn zoon Kara Iskandar.